# ليتو مايو
ليتو مايو هو فنان فلبيني، ولد في 17 ديسمبر 1954 في ليبا في الفلبين، وتوفي في 4 مايو 1983 في مانيلا في الفلبين.